# Канадские федеральные выборы (1958)
Канадские федеральные выборы 1958 года состоялись в Канаде 31 марта 1958 года. В результате было выбрано 265 членов 24-го парламента страны. Выиграла выборы прогрессивно-консервативная партия во главе с Джоном Дифенбейкером получив большинство в парламенте. Официальной оппозицией стала либеральная партия.

## Предвыборная кампания
Либеральная партия выбрала себе нового главу после поражения на выборах 1957 года. Им стал Лестер Пирсон. Пирсон выступил перед палатой общин и предложил Дифенбейкеру вернуть власть либералам без выборов. При этом глава прогрессивно-консервативной партии поймал его на ряде противоречий. В то же время после ухода премьер-министра Луи Сен-Лорана, популярного в провинции Квебек, настроения квебекцев, после кризиса призыва на военную службу в 1917 году в основном поддерживающих либералов, изменились.
Прогрессивно-консервативная партия выступала на выборах под лозунгом «Следуй за Джоном» («Follow John»).

## Результаты
В результате выборов в парламент страны прошли Либеральная партия Канады, Прогрессивно-консервативная партия Канады, Федерация объединённого содружества. Кроме того, в выборах принимали участия, но не получили ни одного места в парламенте либерал-лейбористы, партия социального кредита Канады, Labour Progressive, Candidat des electeurs, социалистическая партия Канады, Capital familial, Radical chrétien, Ouvrier Indépendant.
Прогрессивно-консервативная партия выиграла выборы получив самое сильное большинство за всю предыдущую историю страны, а также более 50 % голосов. Неудачей закончилось участие в выборах партии социального-кредита во главе с Солоном Эрл Лоу, которая не смогла получить ни одного места в парламенте. Одно время партия рассматривалась альтернативой прогрессивно-консервативной партии с правыми взглядами. Однако популярность Дифенбейкера притянула к себе бывших сторонников партии социального кредита. После этого поражения партия социального кредита уже не смогла составить конкуренцию консервативным партиям в будущем.